# نيزك أليندي
نيزك أليندي هو أكبر كوندريت كربوني أو تشوندريت كربوني تم اكتشافه إلى الآن على الأرض. شوهدت كرته النارية في الساعة 01:05 يوم 8 فبراير 1969، وسقط على ولاية شيواوا المكسيكية. بعد الاصطدام في الغلاف الجوي، تم إجراء بحث شامل عن القطع وتم استرداد أكثر من 2 طن من بقايا النيزك. يحتوي نيزك الليندي على شوائب وفيرة وكبيرة غنية بالكالسيوم والألومنيوم، والتي تعد من أقدم المكونات التي تشكلت في النظام الشمسي.
أتاح توفر كميات كبيرة من العينات من فئة التشوندريت ذات الأهمية العلمية العديد من الاستقصاءات من قبل العديد من العلماء؛ غالبًا ما توصف بأنها «أفضل نيزك درس في التاريخ.».
تشكّل الكوندريتات الكربونية حوالي 4 بالمائة من جميع النيازك التي لوحظت أنها تسقط من الفضاء. قبل عام 1969، كانت طبقة الشوندريت الكربونية معروفة من قبل عدد صغير من النيازك غير الشائعة مثل Orgueil، التي سقطت في فرنسا في عام 1864. كانت النيازك المشابهة لـ الليندي معروفة، لكن الكثير منها كانت صغيرة ولم تدرس جيدًا.